# خازن عبود
خازن نمر عبّود (1923، سخنين - 2004، بلونة) هو صحفي وشاعر وكاتب فلسطيني، من مواليد مدينة سخنين، أكمل دراسته الابتدائية في فلسطين، بمدينة الناصرة، ثم ذهب إلى لبنان لإكمال دراسته الثانوية والجامعية فيها، تخرج من كلية الفنون الأميركية في صيدا عام 1945، ثم عمل في الصحافة، وعُين صحفياً في 1952، وله عدد من الدواوين الشعرية.

## عضوية ومناصب
- عضو في نقابة محرري الصحافة اللبنانية منذ عام 1954.
- عضو في جمعية المؤلفين والملحنين وناشري الموسيقى في لبنان وباريس.
- شغل منصب سكرتير تحرير مجلة «الأحد» لسبع سنوات.
- شغل منصب رئيس تحرير جريدة «النهضة» لسنتين.
- رئيس تحرير مجلة «كل شيء» الأسبوعية.
- رئيس تحرير مجلتي «بساط الريح»، و«أوروسكوب».
- محرر في مجلة «نداء الوطن».

## مؤلفاته
1. الأمثال: شعراً ونثراً.
2. الخلفاء والملوك والوزراء والأمراء العشاق.[2]
3. الخلفاء والفقهاء والشعراء والأدباء العميان.[3]
4. المصلوبون: في العصور العربية.
5. بخيلة بالقبل.[4]
6. أنتِ النساء جميعاً.[5]
7. جميلات العرب كما خلدهن الشعراء.
8. حبي له أكثر.[6]
9. ضياء.[7]
10. غربة.[8]
11. بعض الغرام عبادة.[9]
12. سخنين في القلب: شعر.
13. كان يهواني.
14. الموسيقى والغناء عند العرب.[10]
15. شعراء قتلتهم أشعارهم وحبهم.
16. نساء شاعرات من الجاهلية إلى نهاية القرن العشرين.[1]
17. الوفاء والغدر عند النساء والرجال.[11]
18. معجم الشعراء العرب من الجاهلية الى نهاية القرن العشرين.[12]

## روابط خارجية
- خازن عبود على موقع IMDb (الإنجليزية)
- خازن عبود على موقع قاعدة بيانات الأفلام العربية